# Makarba
Makarba è una suddivisione dell'India, classificata come census town, di 18.090 abitanti, situata nel distretto di Ahmedabad, nello stato federato del Gujarat. In base al numero di abitanti la città rientra nella classe IV (da 10.000 a 19.999 persone).

## Geografia fisica
La città è situata a 22° 59' 39 N e 72° 30' 28 E.

## Società

### Evoluzione demografica
Al censimento del 2001 la popolazione di Makarba assommava a 18.090 persone, delle quali 9.651 maschi e 8.439 femmine. I bambini di età inferiore o uguale ai sei anni assommavano a 2.881, dei quali 1.537 maschi e 1.344 femmine. Infine, coloro che erano in grado di saper almeno leggere e scrivere erano 10.898, dei quali 6.628 maschi e 4.270 femmine.